# Joseph Julius Kanné

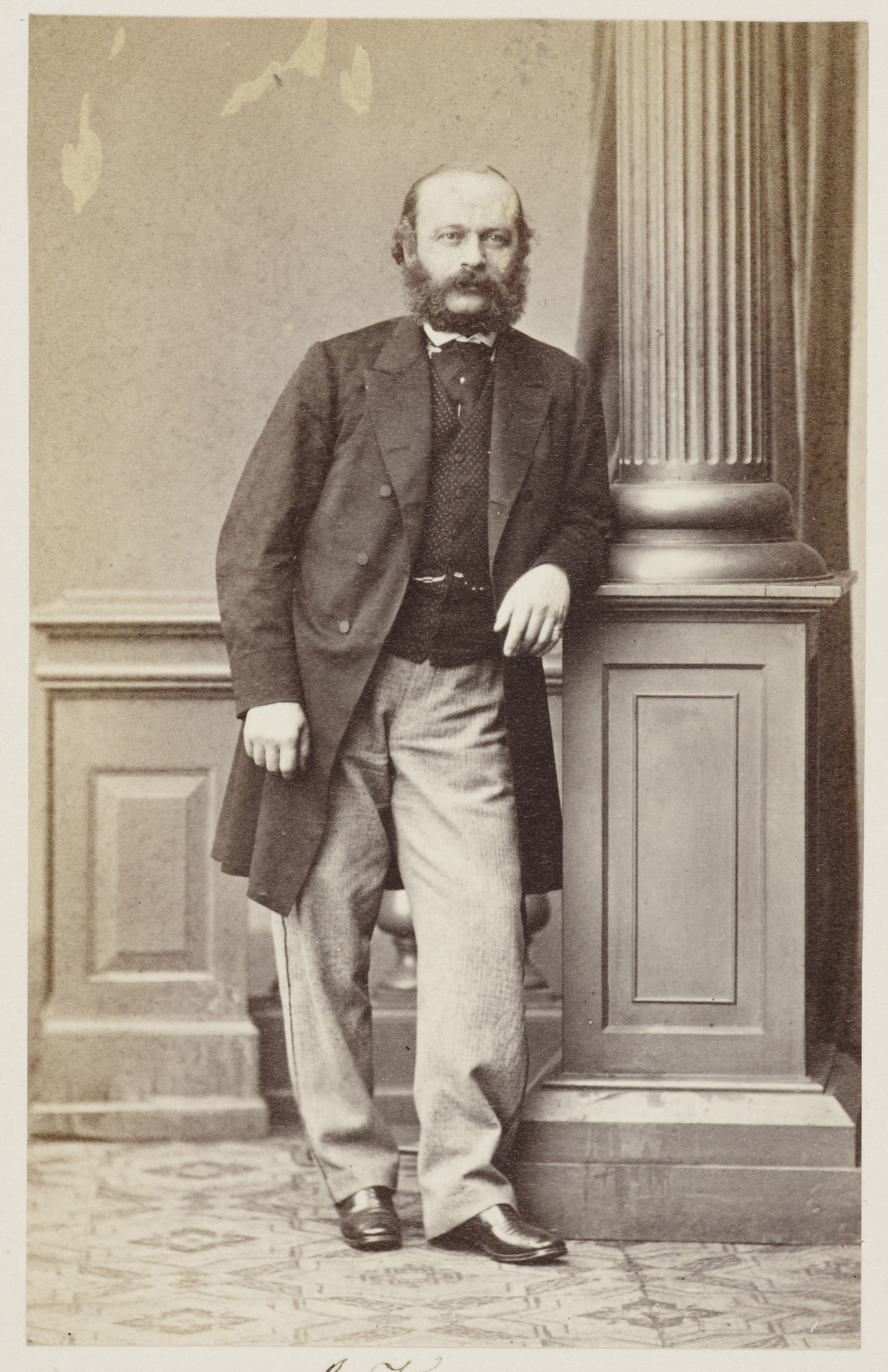
Retrato fotográfico de Kanné en 1862.

Joseph Julius Kanné (originalmente Kann) (Pilsen, 15 de septiembre de 1818-Londres, 24 de abril de 1888) fue un personaje conocido por ser correo o mensajero de la reina Victoria del Reino Unido.

## Biografía
Nació en Pilsen, en el reino de Bohemia, parte del Imperio austríaco. Fue uno de los siete hijos de Leopold Kann y Josephine Pessel Löwenfeld, ambos de religión judía.
Entró al servicio de la casa real británica en 1847. Sería nombrado Correo (Courier) de la reina en 1858. Este cargó contaba entre sus funciones principales la organización de viajes para los distintos príncipes y princesas de la casa real. En 1862 acompañó a Eduardo, príncipe de Gales (y futuro Eduardo VII) en su viaje a Oriente. 
También llevaría a cabo misiones delicadas para los príncipes. Por ejemplo, en 1861, se encargó de recuperar unas cartas comprometedoras de Eduardo, príncipe de Gales y su hermano, Alfredo, a la célebre cortesana Giulia Beneni conocida como La Barucci de manos de su hermano que las poseía tras la muerte de esta y pretendía chantajearles. La acción se llevó a cabo en París.
Murió en Londres en 1888 después de unos cuarenta años al servicio de la soberana británica. Fue enterrado en el Brompton Cemetery y su tumba fue dedicada por la reina Victoria y su hijo Eduardo, príncipe de Gales.

## Cargos y órdenes

### Cargos
- Correo (Courier) de la Reina del Reino Unido.

### Órdenes
- Caballero de la Orden de Francisco José. (Imperio austrohúngaro)[5]
- Caballero de la Legión de Honor.
- Caballero de la Orden de Dannebrog. (Reino de Dinamarca)

### Individuales
1. ↑  Mason, Tim (11 de junio de 2019). The Darwin Affair (en inglés). Algonquin Books. ISBN 978-1-61620-946-9. Consultado el 16 de enero de 2023.
2. ↑  Pope-hennessy, James (1959). «Rumpenheim, Neu Strelitz and Reinthal». Queen Mary (libro) (en inglés). Consultado el 17 de enero de 2023.
3. ↑  Ridley, Jane (30 de agosto de 2012). «Annus Horribilis». Bertie: A Life of Edward VII (en inglés). Random House. p. 149. ISBN 978-1-4481-6111-9. Consultado el 17 de enero de 2023.
4. ↑  «Brompton Cemetery». The Royal Parks (en inglés). p. 15.
5. ↑  «Joseph Julius Kanné (Kann)». Geni.